# Journey's End (film)
Journey's End is een Amerikaans-Britse oorlogsfilm uit 1930 onder regie van James Whale.

## Verhaal
Tijdens de Eerste Wereldoorlog voert de Britse kapitein Denis Stanhope het commando over een kleine compagnie. De uitzichtloosheid van de loopgravenoorlog maakt hem wanhopig. Hij zoekt troost in de drank.

## Rolverdeling
| Acteur             | Personage               |
| ------------------ | ----------------------- |
| Colin Clive        | Kapitein Denis Stanhope |
| Ian Maclaren       | Luitenant Osborne       |
| David Manners      | Luitenant Raleigh       |
| Billy Bevan        | Luitenant Trotter       |
| Anthony Bushell    | Luitenant Hibbert       |
| Robert Adair       | Kapitein Hardy          |
| Charles K. Gerrard | Soldaat Mason           |
| Tom Whiteley       | Sergeant-majoor         |
| Jack Pitcairn      | Kolonel                 |
| Werner Klingler    | Duitse gevangene        |